# Argynnis fontainei
Argynnis fontainei är en fjärilsart som beskrevs av Cabeau 1929. Argynnis fontainei ingår i släktet Argynnis och familjen praktfjärilar. Inga underarter finns listade i Catalogue of Life.